# David Baker
David Baker, född 6 oktober 1962 i Seattle i Washington, är en amerikansk biokemist som är verksam inom beräkningsbiologi. Han är adjungerad professor i genomvetenskap, bioteknik, kemiteknik, datavetenskap och fysik vid University of Washington och är kopplad som utredare till Howard Hughes Medical Institute.
David Baker har banat väg inom proteinteknik med metoder för proteindesign, där han utveckat AI-programvara för att lösa problemet att förutsäga strukturer vid proteinveckning.
Tillsammans med Demis Hassabis och John M. Jumper tilldelades han Nobelpriset i kemi 2024. Baker tilldelades halva priset för sitt arbete med datorbaserad proteindesign.
Artificiell intelligens-programvara som utvecklats av David Baker och andra har nu till stor del löst problemet med förutsägelse av proteinstruktur. Han har varit med och grundat mer än tio bioteknikföretag och var med på tidningen Times lista över de 100 mest inflytelserika människorna inom hälsa 2024.

## Biografi
David Baker växte upp i Seattle, och båda hans föräldrar var forskare men han var inte särskilt intresserad av vetenskap som barn. Hans fortsatta studier inleddes på Harvard där han var undergraduate med samhällskunskap och filosofi som huvudämnen. Året innan examen 1984 upptäckte han biologi och skiftade ämne.
Efter studierna i Harvard flyttade Baker till University of California 1989 där han huvudsakligen forskade på proteintransport i jästceller. Han disputerade i biokemi efter att ha arbetat med blivande nobelpristagaren i medicin, Randy Schekman, i dennes laboratorium. Baker avslutade sitt postdoktorat i biofysik 1993 vid University of California i San Francisco.
År 1992 började Baker på institutionen för biokemi vid University of Washington School of Medicine, och parallellt med det inledde han ett samarbete som utredare för Howard Hughes Medical Institute år 2000.
Baker har främst gjort sig ett namn inom utvecklingen av beräkningsbiologi och att förutsäga och designa strukturer och funktioner hos proteiner. Hans grupp har tagit fram verktyget Rosetta@Home för proteindesign, utvecklat som ett distributed computing-projekt, vilket resulterade i datorspelet Foldit från 2008. I Foldit fungerar spelarna som medborgarforskare och har levererat flera avancerade resultat.
Baker har varit med och grundat flera bioteknikföretag till exempel Prospect Genomics som förvärvades av ett Eli Lilly-dotterbolag 2001 och Icosavax som förvärvades av AstraZeneca 2023.

## Familj
David Baker är gift med finskamerikanskan Hannele Ruohola-Baker, som också är forskare i biokemi, specialiserad på stamceller, vid University of Washington och de har två barn.

## Utmärkelser

### Proteinveckning
- 2002 – Overton-priset[23]
- 2008 – Sackler International Prize in Biophysics[24]
- 2022 – Wiley-priset[25]
- 2022 – BBVA Foundation FrontiKers of Knowledge Award[26]

### Proteindesign
- 2004 – Newcomb Cleveland Prize[27]
- 2004 – Feynman-priset i nanoteknik[28]
- 2021 – Breakthrough Prize in Life Sciences[29]